# کریگ لینکلن
کریگ لینکلن (انگلیسی: Craig Lincoln؛ زادهٔ october ۷, ۱۹۵۰ (۷۴ سال)) ورزشکار شیرجه اهل ایالات متحده آمریکا است.
وی در مسابقات کشوری و بین‌المللی در مجموع برندهٔ ۱ مدال نقره، ۱ مدال برنز شده‌است.